# Teucrium ×djebalicum
Espèce
Teucrium ×djebalicum est une espèce de plantes à fleurs de la famille des Lamiaceae. Elle est endémique du Maroc.